# 兵庫県道34号西脇八千代市川線
兵庫県道34号西脇八千代市川線（ひょうごけんどう34ごう にしわきやちよいちかわせん）は、兵庫県西脇市から神崎郡市川町を結ぶ県道（主要地方道）である。

## 概要

### 路線データ
- 起点：西脇市野村町（兵庫県道294号黒田庄多井田線交点、野村東交差点）
- 終点：神崎郡市川町西田中（国道312号交点、落合橋東詰交差点）
- 総延長：約29.890 km

## 歴史
- 1993年（平成5年）5月11日 - 建設省から、県道加美八千代西脇線の一部・県道八千代市川線・県道西田中泉滝野線の一部が西脇八千代市川線として主要地方道に指定される[1]。

## 路線状況

### 重複区間
- 兵庫県道24号多可北条線（西脇市明楽寺町 - 多可郡多可町八千代区下野間・保木南交差点）

## 地理

### 通過する自治体
- 西脇市
- 多可郡多可町
- 神崎郡市川町

### 交差する道路
| 交差する道路                        | 市町村名 | 市町村名 | 交差する場所                   | 交差する場所            |
| ----------------------------------- | -------- | -------- | ------------------------------ | ----------------------- |
| 兵庫県道294号黒田庄多井田線         | 西脇市   | 西脇市   | 野村町                         | 野村東交差点 / 起点     |
| 兵庫県道17号西脇三田線              | 西脇市   | 西脇市   | 野村町                         | 野村交差点              |
| 兵庫県道346号郷の瀬野村線           | 西脇市   | 西脇市   | 野村町                         | 野村西交差点            |
| 兵庫県道24号多可北条線 重複区間起点 | 西脇市   | 西脇市   | 明楽寺町（みょうらくじちょう） | 明楽寺町交差点          |
| 兵庫県道24号多可北条線 重複区間終点 | 多可郡   | 多可町   | 八千代区下野間                 | 保木南交差点            |
| 兵庫県道143号加美八千代線           | 多可郡   | 多可町   | 八千代区中野間                 | 中野間交差点            |
| 兵庫県道369号大和北条停車場線       | 多可郡   | 多可町   | 八千代区大和                   |                         |
| 兵庫県道145号下滝野市川線           | 神崎郡   | 市川町   | 上瀬加                         |                         |
| 国道312号                           | 神崎郡   | 市川町   | 西田中                         | 落合橋東詰交差点 / 終点 |